# Гудими
Гуди́ми — село в Україні, у Сумській області, Роменському районі. Населення становить 678 осіб. Входить до складу Андріяшівської сільської громади. До 2017 орган місцевого самоврядування — Андріяшівська сільська рада.

## Географія
Село Гудими розташоване на лівому березі річки Сула, вище за течією на відстані 2,5 км село Андріяшівка, нижче за течією на відстані 6 км село Білогорілка (Полтавська область), на протилежному березі — село Чеберяки.
Річка звивиста, утворює лимани, заболочені озерця, озеро Коржеве.
Поруч пролягає автомобільний шлях Т 1907. За 5 км залізниця, станція Андріяшівка.

## Історія
Село постраждало внаслідок геноциду українського народу, проведеного урядом СРСР 1923—1933 та 1946—1947 років. Під час організованого радянською владою Голодомору 1932—1933 років померло щонайменше 300 жителів села.

## Політика

### Парламентські вибори, 2019
На позачергових парламентських виборах 2019 року у селі функціонувала окрема виборча дільниця № 590477, розташована у приміщенні клубу.
Результати
- зареєстровано 411 виборців, явка 66,42%, найбільше голосів віддано за «Слугу народу» — 46,86%, за Всеукраїнське об'єднання «Батьківщина» — 25,09%, за Радикальну партію Олега Ляшка — 8,49%[2]. В одномандатному окрузі найбільше голосів отримав Максим Гузенко (Слуга народу) — 35,98%, за Віктора Ладуху (Всеукраїнське об'єднання «Батьківщина») — 30,68%, за Ігоря Шкурата (самовисування) — 8,33%[3].

## Економіка
- Молочно-товарна ферма.
- ТОВ «Гудими»
- ТОВ «Ромни-Інвест»

## Населення

### Мова
Розподіл населення за рідною мовою за даними :
| Мова       | Кількість | Відсоток |
| ---------- | --------- | -------- |
| українська | 668       | 98.53%   |
| російська  | 10        | 1.47%    |
| Усього     | 678       | 100%     |

## Соціальна сфера
- Будинок культури.

## Особистості
- Гавриш Лука Павлович (18/31.10.1896 - після 12.03.1968) - військовий та громадський діяч, учитель, інженер; сотник Армії УНР.
- Рябенький Василь Іванович (1958-2014) — радянський та український мистецький діяч, генеральний директор Донецького академічного державного театру опери і балету імені Солов'яненка, лауреат Шевченківської премії 2014 року (посмертно).
- Бутко Роман Анатолійович (1990–2022) — український військовик, учасник російсько-української війни[5].

## Галерея

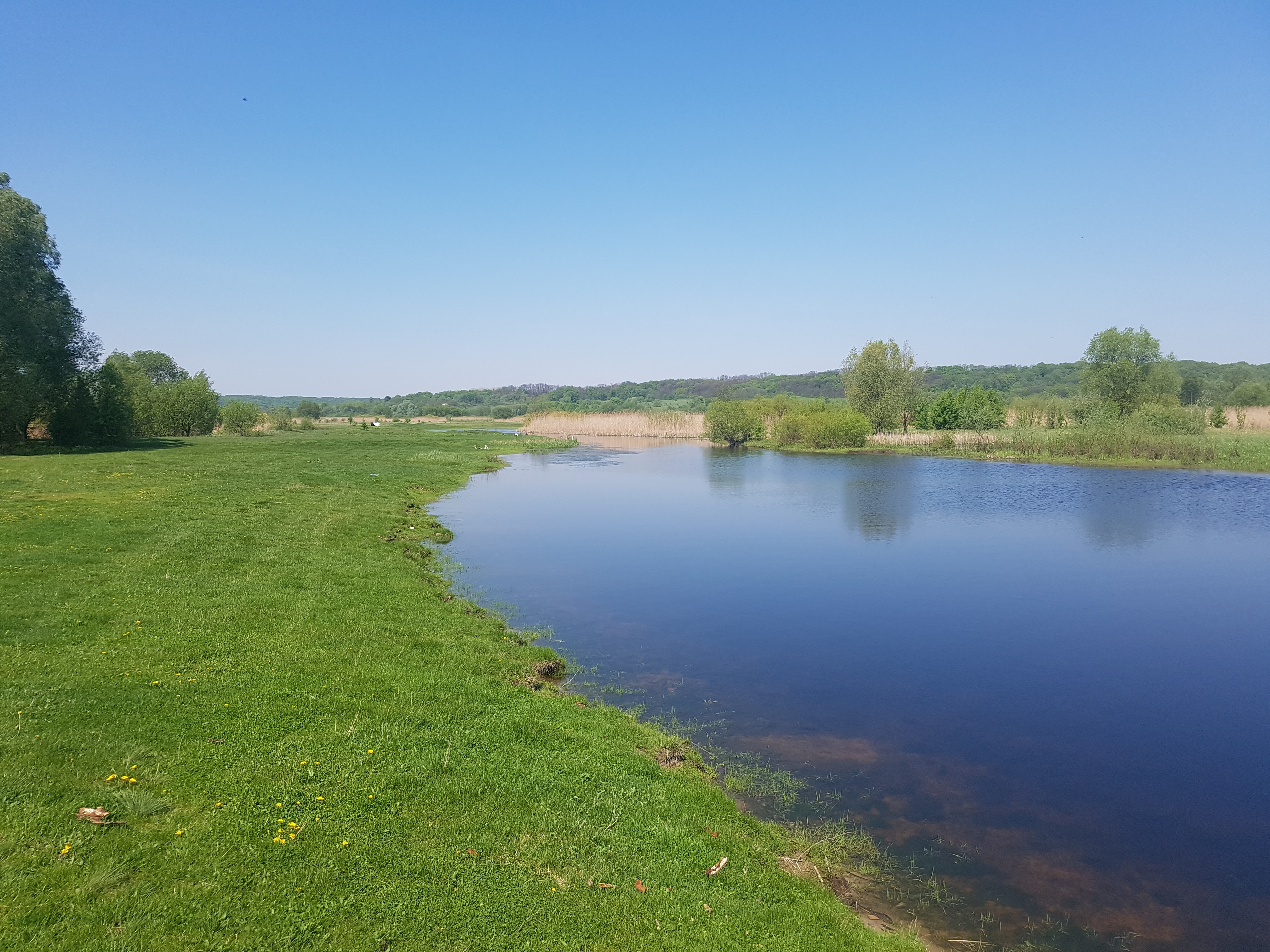
Сула в селі
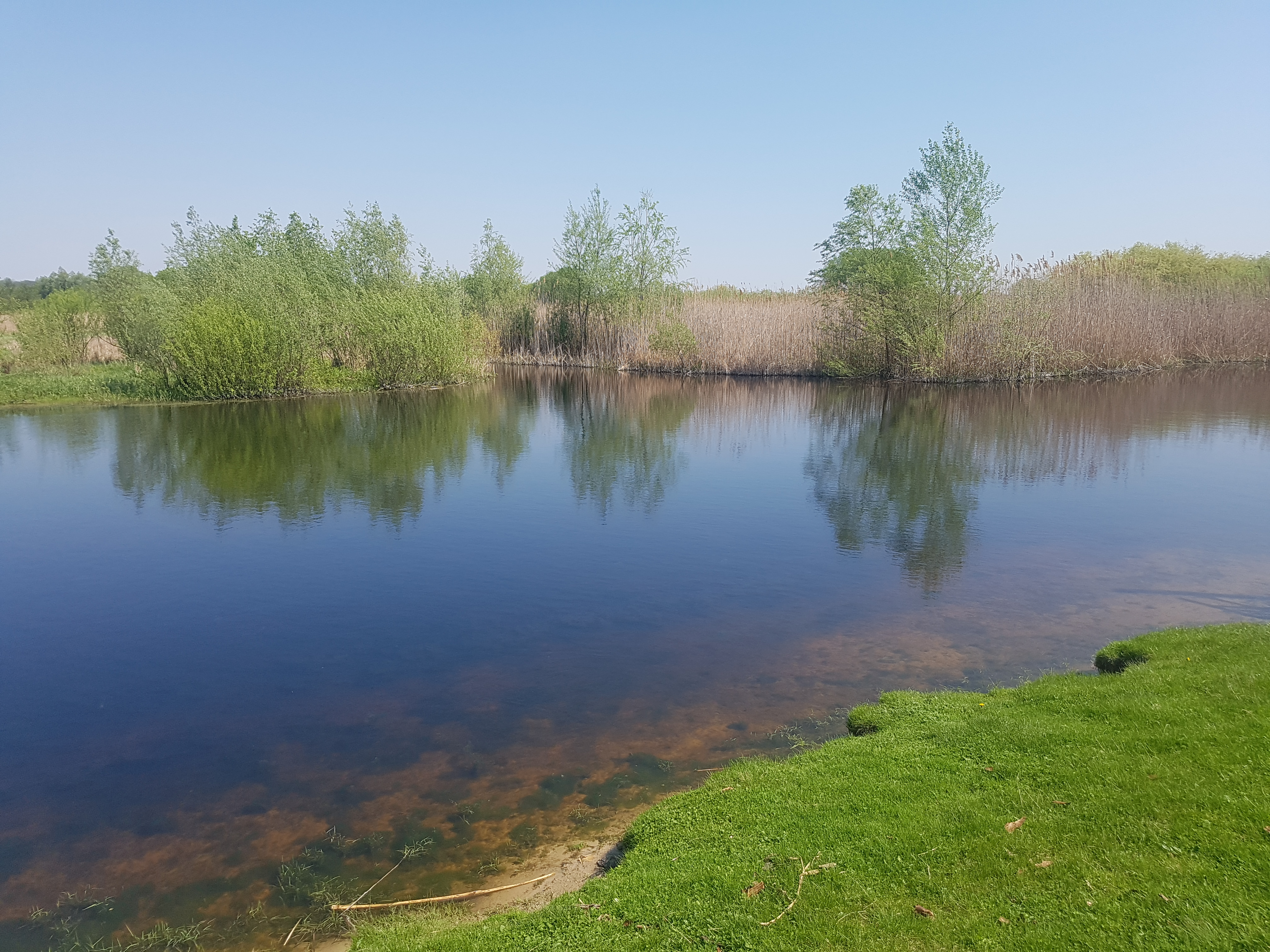
Гудимівська круча
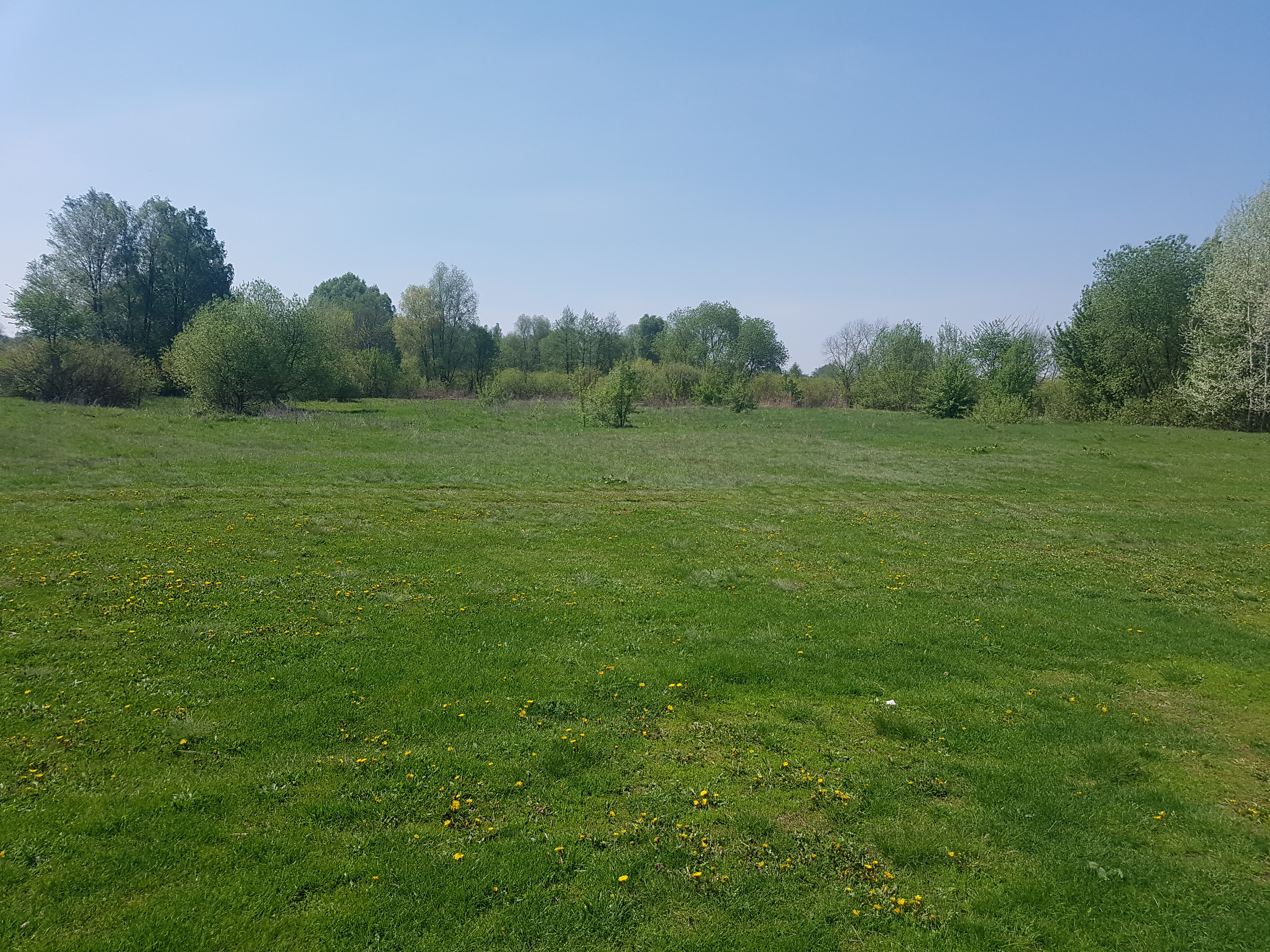
Гудими
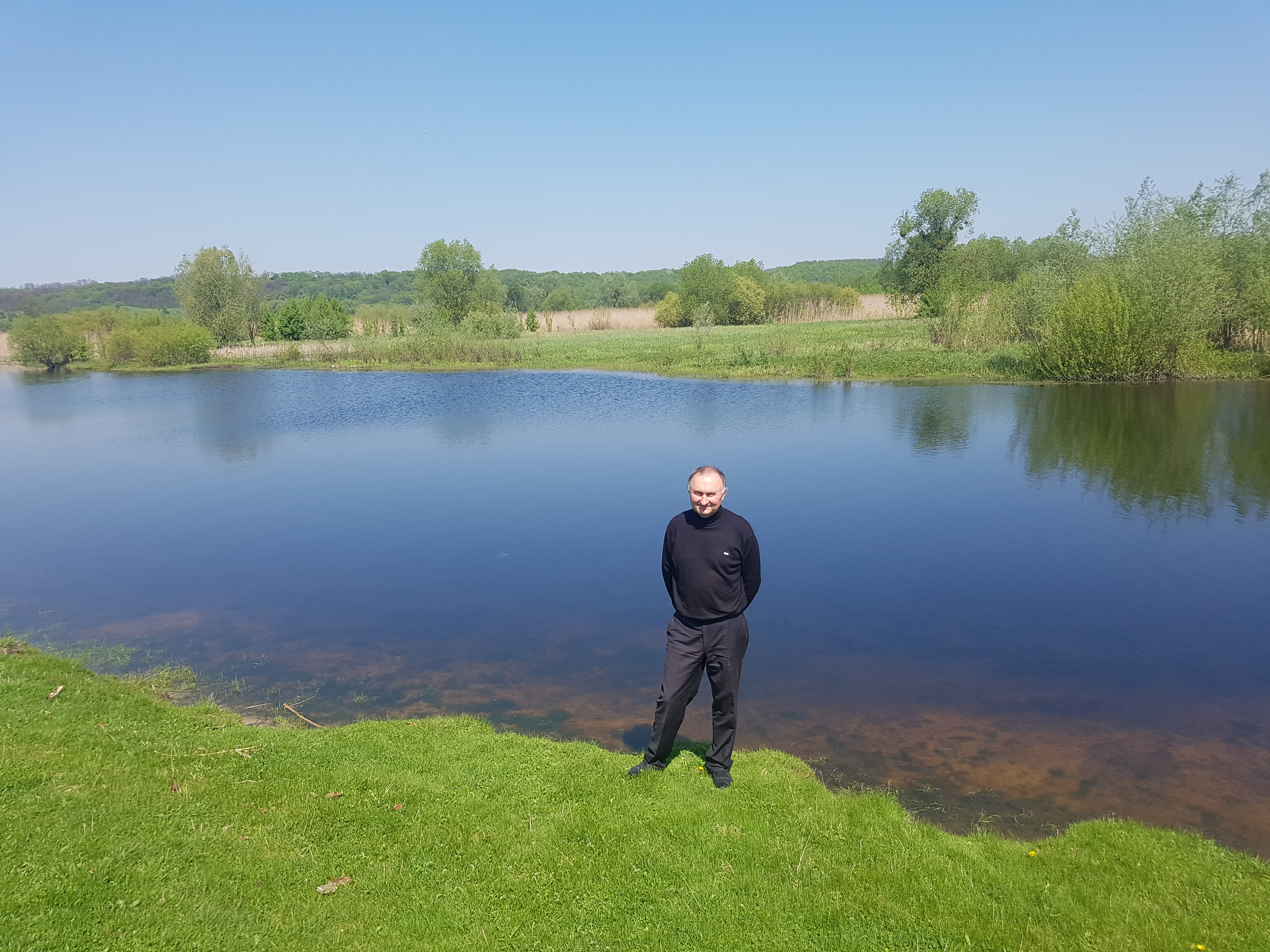
На Гудимівській кручі
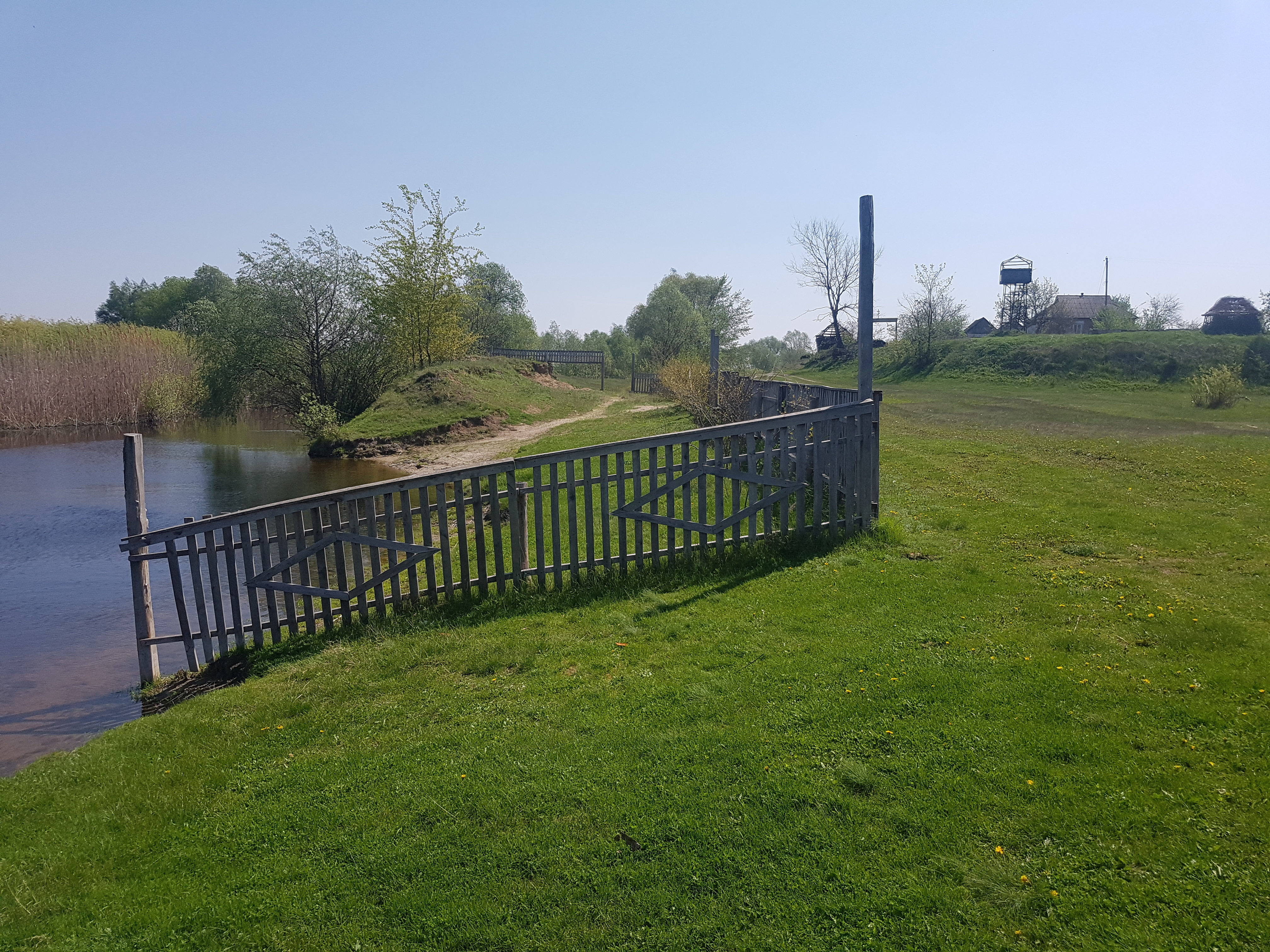
Круча
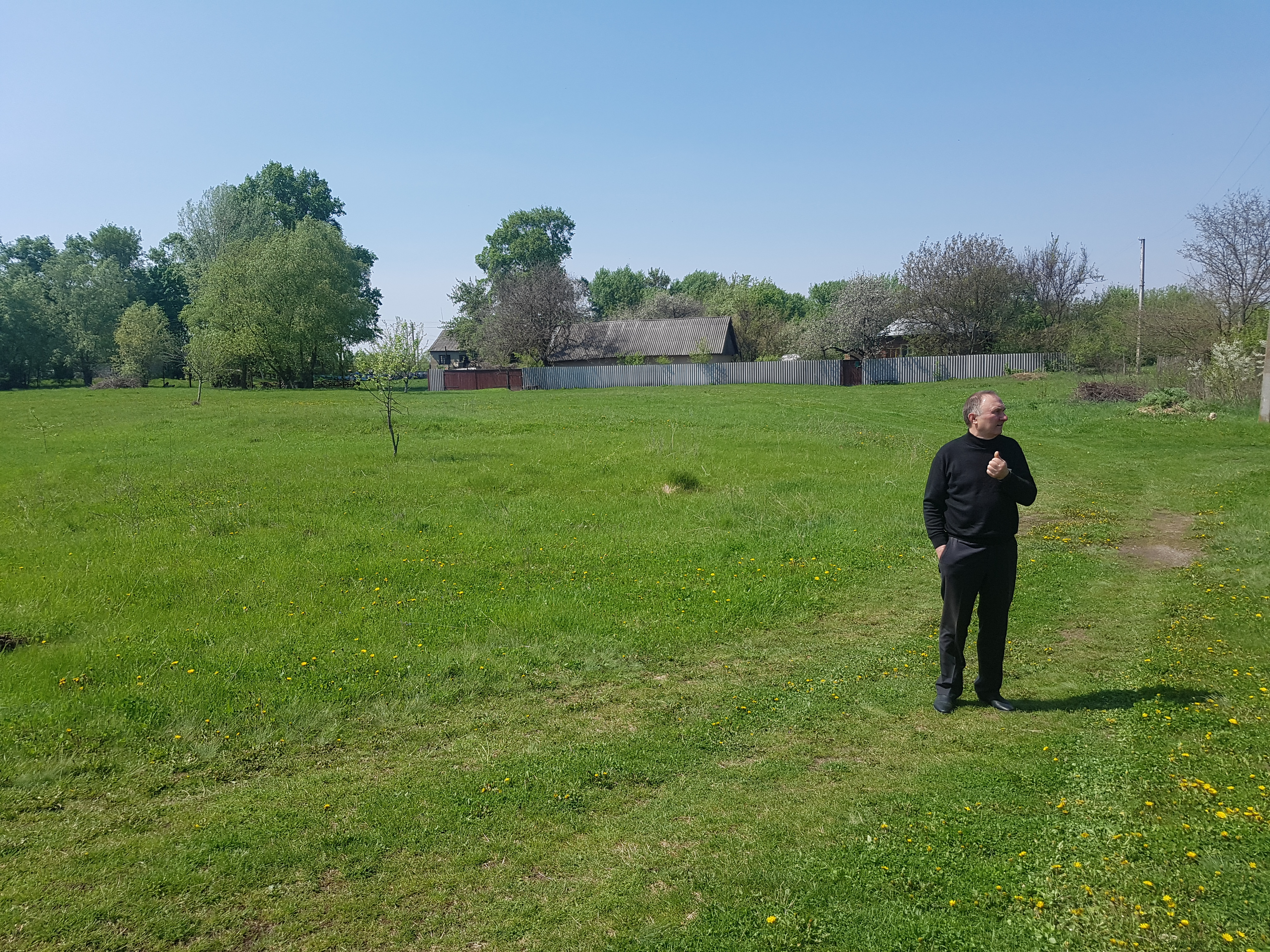
Хата
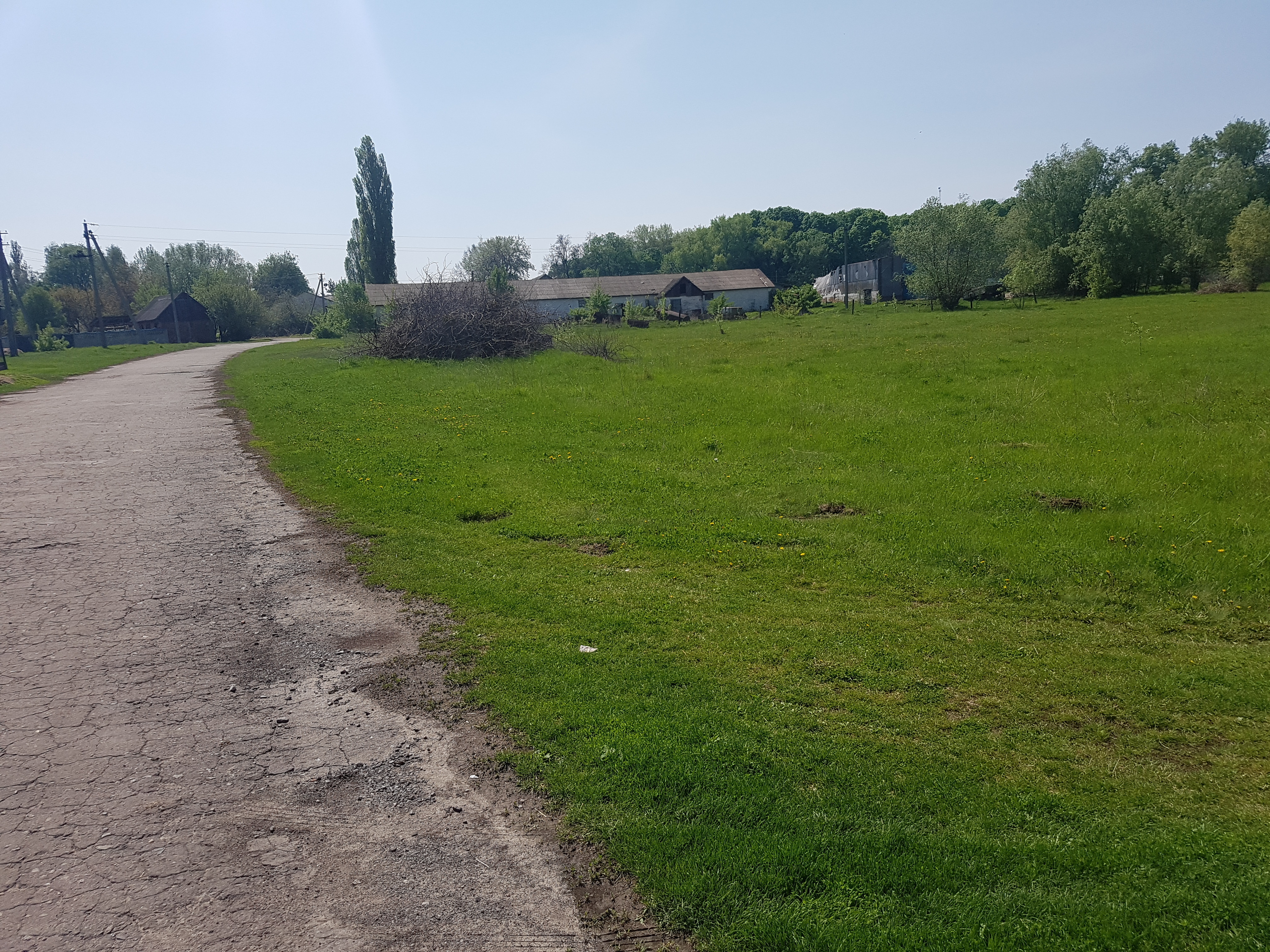
Дорога до хати